# Championnat de Suisse de football de deuxième division 1956-1957
Le championnat de Suisse de football de Ligue nationale B 1956-1957 a vu la victoire du FC Bienne.

## Format
Le championnat se compose de 14 équipes. Les deux premiers sont promus en Ligue nationale A. Les deux derniers sont relégués en 1e Ligue.

## Classement final
| Place | Club                      | Pts | J  | V  | N  | D  | Buts + | Buts - | Diff. |
| 1er   | FC Bienne 1               | 40  | 26 | 18 | 4  | 4  | 64     | 25     | +39   |
| 2e    | FC Granges 1              | 40  | 26 | 19 | 2  | 5  | 73     | 34     | +39   |
| 3e    | FC Fribourg               | 31  | 26 | 10 | 11 | 5  | 47     | 27     | +20   |
| 4e    | FC Soleure                | 29  | 26 | 12 | 5  | 9  | 31     | 40     | -9    |
| 5e    | Yverdon-Sport FC          | 28  | 26 | 11 | 6  | 9  | 53     | 46     | +7    |
| 6e    | FC Cantonal Neuchâtel     | 27  | 26 | 10 | 7  | 9  | 41     | 46     | -5    |
| 7e    | FC Lucerne                | 26  | 26 | 11 | 4  | 11 | 47     | 43     | +4    |
| 8e    | Étoile Sportive FC Malley | 26  | 26 | 10 | 6  | 10 | 49     | 50     | -1    |
| 9e    | FC Nordstern Bâle         | 24  | 26 | 8  | 8  | 10 | 45     | 48     | -3    |
| 10e   | FC Thoune                 | 22  | 26 | 9  | 4  | 13 | 45     | 48     | -3    |
| 11e   | FC Lengnau                | 22  | 26 | 8  | 6  | 12 | 38     | 55     | -17   |
| 12e   | FC Berne 2                | 19  | 26 | 6  | 7  | 13 | 29     | 33     | -4    |
| 13e   | FC Saint-Gall 2           | 19  | 26 | 5  | 9  | 12 | 27     | 43     | -16   |
| 14e   | SC Brühl                  | 11  | 26 | 4  | 3  | 19 | 23     | 74     | -51   |

1 Le FC Bienne et le FC Granges ayant terminé avec le même nombre de points, un match de barrage sera nécessaire pour les départager.

2 Le FC Berne et le FC Saint-Gall ayant terminé avec le même nombre de points, un match de barrage sera nécessaire pour les départager.

## À l'issue de la saison

### Match de barrage pour le titre de "champion"
| Date         | Vainqueur | Finaliste  | Score | Lieu                    |  |
| 23 juin 1957 | FC Bienne | FC Granges | 3 - 1 | Stade du Neufeld, Berne |  |

### Promotions
- Le FC Bienne et le FC Granges sont promus en Ligue nationale A
- Le FC Sion et le FC Concordia Bâle rejoignent la Ligue nationale B

### Match de barrage pour la relégation
| Date         | Vainqueur | Finaliste     | Score | Lieu                      |   |
| 23 juin 1957 | FC Berne  | FC Saint-Gall | 1 - 1 | Stade du Hardturm, Zurich | * |
| 30 juin 1957 | FC Berne  | FC Saint-Gall | 2 - 1 | Lucerne                   |   |

 *  - après prolongation

### Relégations
- Le FC Zurich et le FC Schaffhouse sont relégués en Ligue nationale B
- Le FC Saint-Gall et le SC Brühl sont relégués en 1e Ligue

## Résultats complets
- RSSSF